# IC 1049
IC 1049 — галактика типу SBa (компактна витягнута галактика) у сузір'ї Дракон.
Цей об'єкт міститься в оригінальній редакції індексного каталогу.